# 浜田友里子
浜田 友里子（はまだ ゆりこ、1986年（昭和61年）11月21日 - ）は、テレビ熊本（TKU）のアナウンサー（ディレクター兼務）。
熊本県熊本市出身。明治学院大学文学部英文学科卒業。血液型A型。

## 略歴・人物
2009年にあいテレビ（ITV）入社。主に報道番組のスポーツを担当、活動していた。また、入れ替わりに退社した森礼見の後任として、地上デジタル放送推進大使“デジタルマドンナ”の一員となり、アナログ放送終了に向けた活動を続けていた。
2013年2月にITVを退社。
同年4月、出身地である熊本県に戻り、テレビ熊本（TKU）に入社。
英検2級、赤十字救急法救急員、中学・高校の教員免許の資格を持っている。

## 現在の担当番組
- TKUニュース（シフト勤務）
- TKU Live News days（シフト勤務）
- TKU Live News（特集リポーター等）
- 英太郎のかたらんね（リポーター等、番組初登場は2013年4月19日）

## 過去の担当番組

### TKU移籍後の担当番組
- TKU みんなのニュースweekend

### ITV時代の担当番組
- キャッチあい（スポーツ担当）
- 愛媛地上デジタル放送推進協議会CM